# منصور أباد سراب خمزان (دشت روم)
منصور أباد سراب خمزان (بالفارسية: منصورآباد سراب خمزان) هي قرية تقع في إيران في قسم دشت روم الريفي. يقدر عدد سكانها بـ 811 نسمة .